# Кошарівка (Чорнобильський район)

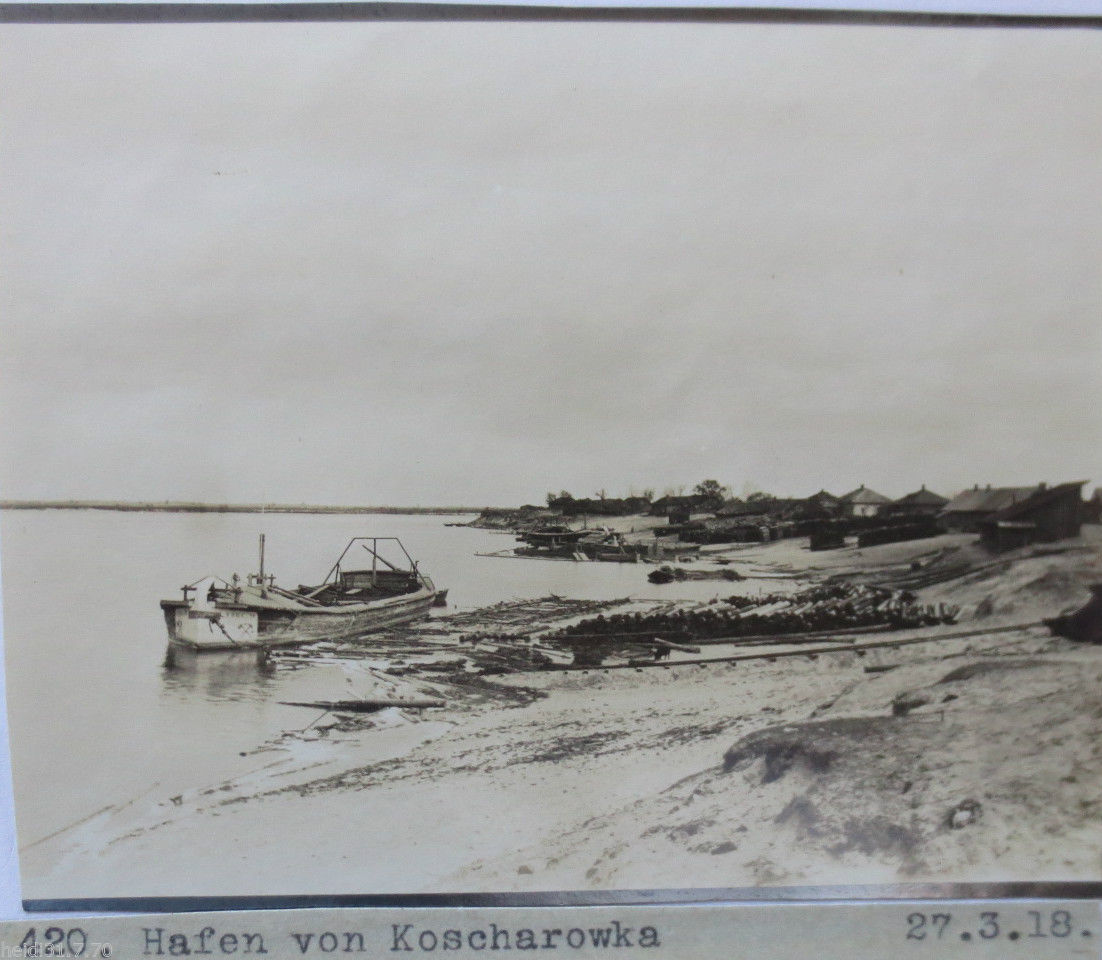
Порт у Кошарівці, 1918 рік

Кошарівка — колишнє село в Україні, за 7 км від ЧАЕС та за 23 км від колишнього райцентру — міста Чорнобиль, в Іванківському районі Київської області. Розташоване на правому березі Прип'яті.
До 1986 року входило до складу Чорнобильського району і підорядковувалося Новошепелицькій сільській раді.
Час виникнення села невідомий.
1887 року у селі мешкало 170 осіб. 1900 року у 33 дворах проживало 185 мешканців, що займалися хліборобством. Село підпорядковувалося Шепелицькій волості Радомисльського повіту.
На межі 1970-80-х рр. у селі проживало близько 250 мешканців.
Напередодні аварії на ЧАЕС населення становило 152 особи, у селі було 93 двори.
Після аварії на станції 26 квітня 1986 село було відселене внаслідок сильного забруднення, мешканці переселені у село Борівка Макарівського району. Офіційно зняте з обліку 1999 року за відсутності населення. Більша частина села була майже повністю зруйнована під час дезактивації.
Після Чорнобильської катастрофи село увійшло до 10-кілометрової зони відчуження.
З кінця лютого до 1 квітня 2022 року село було окуповане російськими військами.